# 平松洋子
平松 洋子（ひらまつ ようこ、1958年2月21日 - ）は、日本のエッセイスト。

## 来歴
岡山県倉敷市出身。清心中学校・清心女子高等学校、東京女子大学文理学部社会学科卒業。アジアを中心として世界各地を取材し、食文化と暮らし、文芸と作家をテーマに執筆活動を行う。2006年『買えない味』で山田詠美の選考によりドゥマゴ文学賞受賞。2012年『野蛮な読書』で第28回講談社エッセイ賞受賞。2021年『父のビスコ』で第73回読売文学賞受賞。

## 人物
広く食と料理に関する書籍を読み込み、中国の食養生の考え方や百人一首を解説したり、日本にピザが紹介された時期を述べた。神戸のレストランで1944年からピザを焼いていたというカンチエミ・アントニオのコメントが載っている。

## 著書

### 単著
- 『とっておきのタイ料理』マガジンハウス、1993
- 『とっておきの韓国・朝鮮料理』マガジンハウス、1994
- 『とっておきのベトナム家庭料理』マガジンハウス、1995
- 『アジアの美味しい道具たち』晶文社、1996、のち〈ちくま文庫〉『アジアおいしい話』
- 『アジアのごはんがおいしい理由』メディアファクトリー、1998
- 『おいしいものいっぱいタイとベトナムのごはん』マガジンハウス、1999
- 『台所道具の楽しみ』新潮社〈とんぼの本〉、1999[15]
- 『アジアひとさじのチカラ』雄鶏社、2000
- 『平松洋子の台所』日置武晴写真.ブックマン社、2001、のち〈新潮文庫〉
- 『おいしい暮らしのめっけもん』文化出版局、2002
- 『旅で恋に落ちる瞬間』日本放送出版協会、2002
- 『おいしいごはんのためならば』世界文化社、2003[16]、のち改題、〈新潮文庫〉『おいしい日常』
- 『平松洋子のカジュアルに骨董を楽しむ暮らし』Zakka catalog別冊) 主婦の友社, 2003.11
- 『買物71番勝負』中央公論新社、2004、のち文庫
- 『わたしの台所手帖』〈集英社be文庫〉、2004
- 『こねて、もんで、食べる日々』地球丸、2005 のち改題、〈文春文庫〉『世の中で一番おいしいのはつまみ食いである』
- 『テーブルの上の「小さな贅沢」』三笠書房〈知的生きかた文庫〉、2005
- 『旅して見つけたベトナムとタイ毎日のごはん』〈集英社be文庫〉、2005
- 『わたしの沖縄食紀行』〈集英社be文庫〉、2005
- 『簡単でおいしいから今日もまた。 平松洋子さんの「わが家ごはん」』(別冊家庭画報) 世界文化社, 2005.10
- 『買えない味』筑摩書房、2006、のち文庫
- 『おもたせ暦』文化出版局、2006、のち〈新潮文庫〉
- 『ひとりひとりの味』理論社〈よりみちパン!セ 〉、2007、のちイーストプレス〈よりみちパン!セ〉
- 『忙しい日でも、おなかは空く。』日本経済新聞出版社、2008、のち〈文春文庫〉
- 『おとなの味』平凡社、2008、のち〈新潮文庫〉
- 『よい香りのする皿』講談社, 2008.7 のち『ひとりで飲む。ふたりで食べる』〈講談社+α文庫〉、2014
- 『夜中にジャムを煮る』新潮社、2008[17]、のち文庫
- 『贈り物歳時記』主婦の友社、2009[18][19]
- 『焼き餃子と名画座 わたしの東京味歩き』アスペクト、2009、のち〈新潮文庫〉
- 『一生ものの台所道具 決定版』(とんぼの本) 新潮社, 2009.11
- 『おんなのひとりごはん』筑摩書房, 2009.3
- 『鰻にでもする?』筑摩書房, 2010.8 改題『買えない味2 はっとする味』〈ちくま文庫〉、2013
- 『サンドウィッチは銀座で』谷口ジロー絵、文藝春秋、2011、のち文庫
- 『韓国むかしの味 食べる旅』新潮社・とんぼの本、2011
- 『野蛮な読書』集英社、2011、のち文庫
- 『なつかしいひと』新潮社、2012
- 『小鳥来る日』毎日新聞社、2013、のち〈文春文庫〉
- 『ステーキを下町で』谷口ジロー画、文藝春秋、2013、のち文庫
- 『ひさしぶりの海苔弁』文藝春秋、2013　のち文庫
- 『本の花』本の雑誌社、2013　「本の花 料理も、小説も、写真も」(角川文庫 2020.2
- 『いま教わりたい和食　銀座「馳走啐啄」の仕事』新潮社〈とんぼの本〉、2014
- 『今日はぶどうパン』プレジデント社、2014　 「おいしさのタネ (買えない味 3)」ちくま文庫 2019.1
- 『いま教わりたい和食 銀座「馳走啐啄」の仕事』(とんぼの本) 新潮社, 2014.3
- 『味なメニュー』幻冬舎、 2015　のち新潮文庫
- 『彼女の家出』文化出版局、2016 「下着の捨てどき」文春文庫 2021.2
- 『食べる私』文藝春秋、2016、のち文庫
- 『あじフライを有楽町で』安西水丸画、文春文庫、2017
- 『日本のすごい味　おいしさは進化する』[20]
- 『日本のすごい味　土地の記憶を食べる』新潮社、2017
- 『肉まんを新大阪で』下田昌克画、文春文庫、2018
- 『そばですよ 立ちそばの世界』本の雑誌社, 2018.11
- 『かきバターを神田で』下田昌克画 文春文庫 2019.11
- 『暮らしを支える定番の道具134 もう探さなくていい。 (MAGAZINE HOUSE MOOK) マガジンハウス, 2019.4
- 『すき焼きを浅草で』下田昌克 画 (文春文庫 2020.5
- 『肉とすっぽん 日本ソウルミート紀行』文藝春秋, 2020.7 のち文庫
- 『下着の捨てどき』文春文庫 文藝春秋 (2021/2/9)
- 『父のビスコ』小学館, 2021.10
- 『いわしバターを自分で』文春文庫 文藝春秋 (2022/3/8)
- 『おあげさん』PARCO出版 (2022/6/10)
- 『パセリカレーの立ち話』プレジデント社 (2022/11/15)(dancyuの本)

### 共著・編著・監修
- 『とっておきのベトナム家庭料理』文・構成, 湯浅哲夫撮影. マガジンハウス, 1995.9
- 『スパイス名人宣言 門外不出のテクニック (日曜日の遊び方) 朝岡勇,朝岡和子著, 平松文・構成. 雄鶏社, 1996.2
- 『おもしろいよ、アジアの調味料は』（ハギワラトシコ共著）マガジンハウス、2000
- 『旬の味、だしの味 : 「つる壽」語りづくし』（柿澤津八百（語り）の聞き書き）新潮社、2004[21]
- 『鍋でごはんを炊こう』地球丸〈地球丸くらしブックス〉、 2004[22]
- ロベール・ドアノー『ドアノーの贈りもの 田舎の結婚式』（監修）河出書房新社、2013
- 『洋子さんの本棚』（小川洋子共著）集英社、2015、のち文庫
- 『忘れない味 「食べる」をめぐる27篇』編著. 講談社, 2019.3
- 『遺したい味 わたしの東京、わたしの京都』（姜尚美共著）淡交社、2021
- 『おいしい沖縄』河出書房新社 (2022/5/26) イラブー汁 沖縄県 北中城村「カナ」(平松洋子)

## 出演
- エアレボリューション（ニコニコ生放送、2023年9月14日）